# Kurgan oblast
Kurgan oblast (ryska: Курганская область, Kurganskaja oblast) är ett oblast i Uralområdet i Ryssland med en yta på 71 000 km² och cirka 900 000 invånare. Huvudort är Kurgan och en annan stor stad är Sjadrinsk.